# Кокандский поход (1875—1876)
Кокандский поход 1875—1876 годов — военная экспедиция войск Российской империи с целью покорения Кокандского ханства в 1875−1876 годах.

## Предыстория
Худояр-хан принял в 1868 году предложенный ему генерал-адъютантом К. П. Кауфманом торговый договор, в силу которого русские в Кокандском ханстве и кокандцы в русских владениях приобретали право свободного пребывания и проезда, устройства караван-сараев, содержания торговых агентств (караван-баши), пошлины же могли быть взимаемы в размере не более 2½% стоимости товара. Коммерческое соглашение с Россией 1868 года фактически сделало Коканд зависимым от неё государством. В течение нескольких лет правитель Кокандского ханства Худояр послушно исполнял волю туркестанских властей. По настоянию Кауфмана, он прекратил военные действия против Бухары из-за спорных территорий Каратегина (сентябрь 1869 — март 1870 года), выслал в Ташкент шахрисабзских беков, бежавших в Коканд после поражения в борьбе с отрядом генерала Абрамова, передал управление Шахрисабзским оазисом бухарским вельможам (август 1870 года)
В 1871 году Кауфман уверенно сообщал в Петербург, что Худояр отказался «от всякой мысли враждовать с нами или прекословить нам». Хану даже вручили бриллиантовые знаки ордена святого Станислава I степени и титул «светлости». Русский дипломат Струве в мае 1870 года писал, что Худояр «строит дворцы, базары, караван-сараи, разводит сады, задает большие пиры для угощения народа.» Однако потери богатых провинций и поражение в войне негативно сказались на авторитете кокандского хана и заставили его усилить налоговый гнет. Утверждение российской власти на правобережье Сыр-Дарьи в её среднем и нижнем течении, а также в Ташкенте, Аулие-Ата, Пишпеке и других городах резко сократило налоговые поступления в ханскую казну. Естественно, и сам правитель, и его приближённые пытались возместить потери за счёт оставшихся подданных и совершенно разорили их поборами.
Широкое распространение получил насильственный сгон крестьян на работы, причём методы применялись весьма суровые. Так, например, однажды земледельцев, не пришедших в страду на прокладку ханских арыков, живьём закопали в землю. В ханстве были введены самые невообразимые налоги: на камыш, на степные колючки, на пиявок, которых вылавливали в прудах… В дополнение ко всему не получавшие жалования воины-сарбазы просто грабили население, отбирая всё, что понравится. Востоковед А. Кун в начале 1870-х годов особо подчёркивал на заседании Географического общества, что в Коканде глубоко «пустила корни болезнь всеобщего неудовольствия против хана и его приближённых». Кауфман неоднократно предупреждал Худояра о пагубности его курса, но тщетно.
Весной 1873—1874 годов в Кокандском ханстве неоднократно вспыхивали мятежи, однако хану удавалось кое-как с ними справиться. Нередко повстанцы обращались за помощью к русским властям, но всегда получали отказ. Весной 1875 года против Худояра поднялась даже кокандская знать: во главе заговора встали: сын некогда всесильного регента Мусульманкула Абдурахман-Автобачи, мулла Исса-Аулие и брат хана, правитель Маргелана Султанмурат бек. Им удалось также привлечь на свою сторону наследника престола Насреддин хана.

## Начало восстания
15 (27) июля 1875 года в Коканд прибыл русский посол Вейнберг в сопровождении ехавшего в Кашгар М. Д. Скобелева и конвоя из 22 казаков. Два дня спустя пришло известие, что мулла Исса-Аулие и Абдурахман-Автобачи, направленные во главе 4-тысячного войска против восставших киргизов, объединились с мятежниками. Предводитель киргизов мулла Исхак Хасан-уулу объявил себя дальним родственником хана Пулат-беком. На сторону заговорщиков перешёл и сын хана Насреддин, находившийся с 5-тысячным войском в Андижане. Города Ош и Наманган открыли им ворота. 20 июля (1 августа) стало известно, что мятежники без боя вступили в Маргелан, всего в 77 км от Коканда, а мулла Исса-Аулие призвал народ к газавату против русских и их пособников. Вейнберг сразу же направил генералу Головачеву письмо, в котором описывал ситуацию и просил выслать для защиты хана отряд из Ходжента.

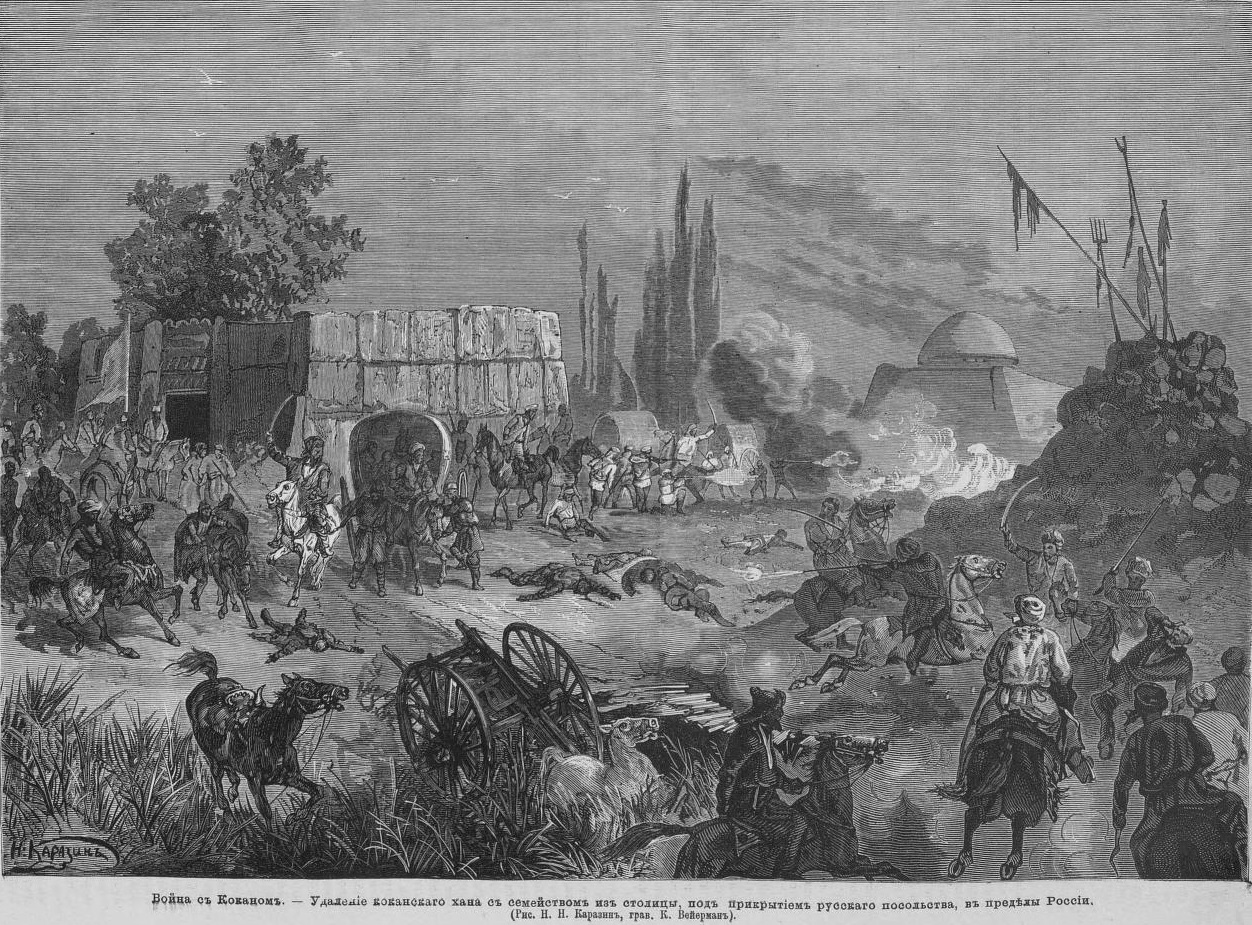
Всемирная иллюстрация: Бегство кокандского хана из Коканда, 1875 год

В ночь на 22 июля (3 августа) мятежники подошли к Коканду. Половина ханского войска сразу же перешла на их сторону вместе со вторым сыном Худояра Мухаммед — Алим-беком. Утром начались волнения среди горожан. Худояр решил укрыться под защитой российских властей. Во главе 8-тысячного войска с 68 пушками и караваном, гружёным сокровищами из казны, он двинулся по дороге в Ходжент. Вместе с ханом отправилось и русское посольство: Вейнберг, Скобелев, 22 казака, 9 купцов и 6 казахов-караванщиков. В шести километрах от Коканда хан остановился, чтобы дать бунтовщикам бой, но всё его войско по примеру прочих перешло на сторону противника. С Худояром осталась лишь его свита численностью примерно в 500 человек, и русское посольство. Подвергаясь постоянным нападениям восставших маленький отряд к вечеру 23 июля (4 августа) смог добраться до территории, контролировавшейся русскими войсками, а на следующий день прибыл в Ходжент.
После бегства Худояра восстание охватило все ханство. Правителем провозгласили Насреддина. Разумеется, ни о каком снижении налогов он и не думал, но решительно обвинял во всех бедах русских и сразу же заявил о необходимости восстановить ханство в его старых границах от Ак-Мечети с одной стороны и до Пишпека — с другой. Российская администрация прекрасно понимала, что в сложившейся ситуации промедление «смерти подобно». Уже 23 июля (4 августа) уездный ходжентский начальник Нольде посадил 50 солдат 7-го Туркестанского линейного батальона на реквизированных у населения лошадей и выслал эту импровизированную кавалерию к пограничной крепости Махрам. Вслед за этим отрядом двинулся весь батальон и дивизион 2-й артиллерийской батареи под общим начальством полковника Савримовича. Именно приближение этих сил к границе заставило мятежников отказаться от преследования хана и посольства.
Русская администрация Ходжента была, впрочем, тоже не в восторге от приезда Худояра. Его свита разъезжала по городу с оружием, да и кормить гостей было накладно. 27 июля (8 августа) 1875 года Кауфман, находившийся в форте Верный, распорядился по телеграфу отправить Худояра в Ташкент. Отъезд был назначен на 5 (17) августа. Новые правители Коканда быстро получили об этом информацию. Оставлять свергнутого правителя в живых по правилам восточной дипломатии не полагалось, а потому 5 (17) и 6 (18) августа кокандское войско численностью более 10 тыс. чел. спустилось с гор и захватило несколько селений на реке Ангрене. Один из отрядов кокандцев вышел на ташкентско-ходжентский тракт, где принялся жечь почтовые станции, захватывая в плен ямщиков и проезжающих. Следовавшие из Ура-Тюбе в Ходжент врач 2-го линейного батальона Петров и прапорщик Васильев были зарезаны, а шестилетняя дочь доктора увезена в Коканд. Попали в плен ехавшие из Ташкента в Ходжент два юнкера 2-го линейного батальона Клусовский и Эйхгольм. Хан, находившийся во время этих погромов на станции Пскент чудом избежал гибели от рук своих подданных.
Впрочем, иногда нападавшие сталкивались с ожесточённым сопротивлением. На почтовой станции Мурза-рабат на тракте из Ташкента в Самарканд ямщицким старостой был отставной солдат 3-го стрелкового батальона, крестьянин Псковской губернии Степан Яковлев. Узнав о приближении кокандцев, он закрыл и завалил дровами и мебелью ворота в станционный двор, а сам засел на стоявшей напротив ворот вышке. Когда кокандцы явились к станции отважный ямщик открыл огонь из винтовки. Почти двое суток один человек удерживал целый отряд. В конце концов кокандцы, пользуясь численным преимуществом подожгли станцию. Тогда Яковлев бросился на толпу врагов, раздавая им удары прикладом, но был зарублен. Отсеченную голову смельчака увезли в Коканд. Уже в 1877 г. на месте гибели Яковлева была установлена плита, а в 1895 году — гранитный обелиск с мраморным крестом.

## Бои у Ходжента

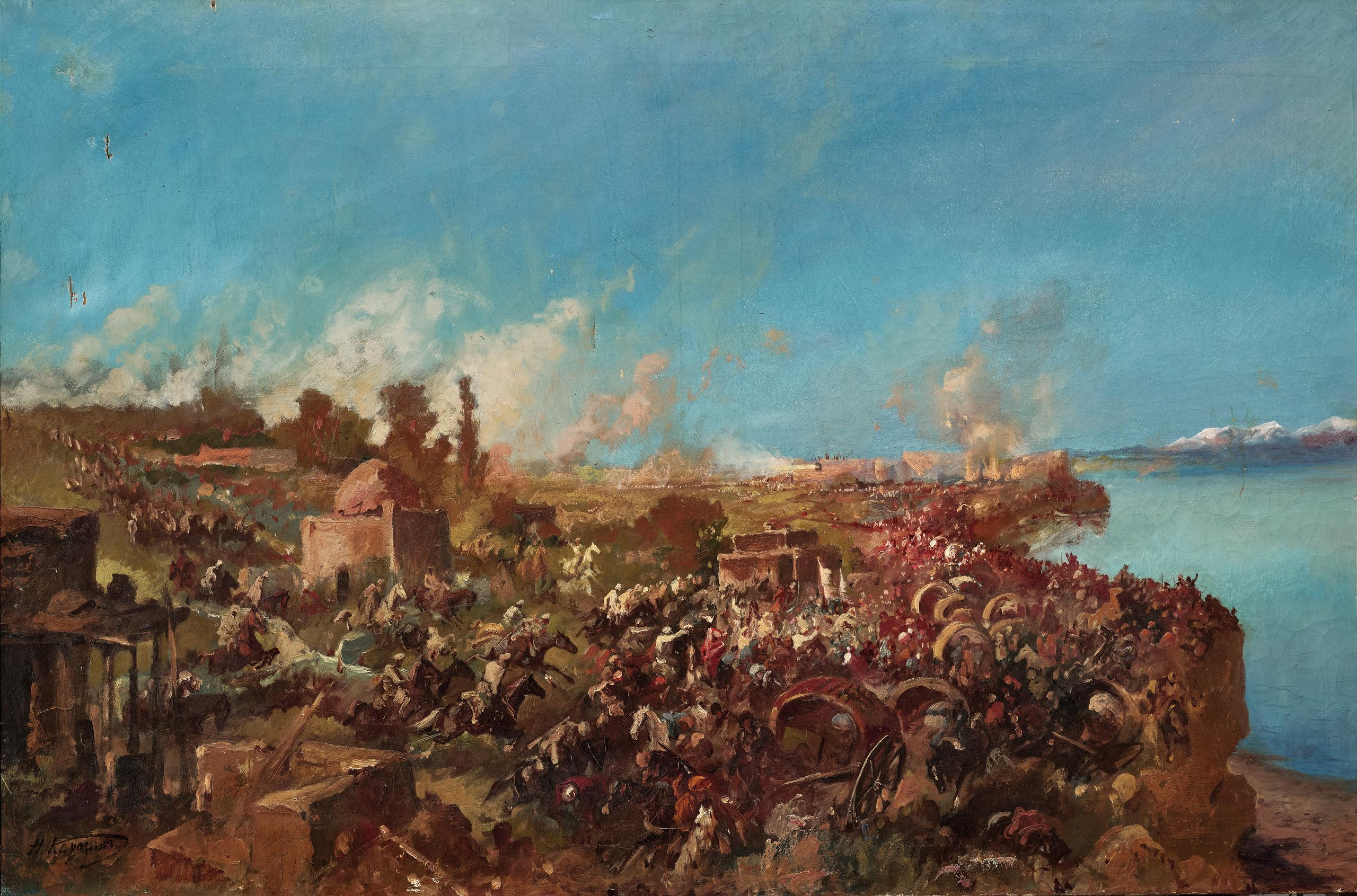
Битва у Махрама. Худ. Н.Н. Каразин

Вечером 8 (20) августа 1875 года большая армия кокандцев появилась под самим Ходжентом. Мулла Исса-Аулие рассылал местным жителям прокламации, но те хорошо помнили погромы, которые устраивали прежде кокандские воины во время походов на Ташкент, и присоединяться к газзавату не спешили. В Ходженте в то время находились батальон и две роты пехоты, уездная команда, сотня казаков и батарея артиллерии. 9 (21) августа эти силы под командованием полковника Савримовича смогли отбить нападение 15-тысячного войска противника. 10 (22) августа прибыло подкрепление из Ура-Тюбе во главе с майором Скарятиным, которое помогло отбросить врага от городских ворот.
12 (24) августа полковник Савримович во главе 4 рот, сотни казаков и дивизиона артиллерии начал наступление на 16-тысячное кокандское войско, находившееся под командованием Абдрахмана Аптабачи и стоявшее у селения Коста-Кола. Метким артиллерийским огнём противник был опрокинут, после чего пехота обратила его в бегство. В тот же день в Ходжент прибыл из Ташкента 1-й стрелковый батальон с дивизионом конных орудий под командованием подполковника Гарновского, заменившие защитников Ходжента на самых трудных участках обороны. Поняв бесперспективность дальнейшей осады, кокандцы отступили от Ходжента.

## Бои у Махрама и договор с Насреддином
Генерал-губернатор Кауфман, получив в ночь с 6 (18) на 7 (19) августа известие о вторжении кокандских войск, тотчас стал стягивать в район боевых действий войска. К г. Теляу был выдвинут отряд генерал-майора Головачева. Из Ташкента выступила колонна подполковника Аминова. К 18 (30) августа русские войска сосредоточились в Ходженте, куда прибыл и сам Кауфман. Абдурахман Автобачи с огромной, 50-тысячной армией расположился недалеко от Ходжента, у крепости Махрам. 20 августа (1 сентября) Кауфман двинулся на противника. В сражении 22 августа (3 сентября) 1875 года кокандцы и их союзники кочевники-киргизы были наголову разгромлены. В бою полегло свыше 2000 кокандцев. Потери русских составили 6 чел. убитыми. Автобачи бежал в Маргелан.
26 августа (7 сентября) отряд Кауфмана двинулся к Коканду. Навстречу ему выехал Насреддин-хан с просьбами о мире. 30 августа (11 сентября) пришло покаянное письмо и от правителя Маргелана Мурад-бека. Лишаясь одного союзника за другим, Абдуррахман Автобачи отступал. В погоню за ним отправился отряд Скобелева, который включал 6 сотен казаков, дивизион артиллерии, ракетную батарею и две роты солдат, посаженных для скорости передвижения на арбы. Всего за 10 часов (с 9 часов вечера 8 (20) сентября до 7 часов утра 9 (21) сентября) отряд прошёл 72 км и у селения Мин-Тюбе разгромил арьергард войска Абдуррахмана. 10 (22) сентября солдаты и казаки вступили в город Ош. После всех поражений сторонники Абдуррахмана стали разбегаться. Вскоре от многотысячного войска у него осталось всего лишь 400 воинов, с которыми он метался между Андижаном и Узкентом.
23 сентября (5 октября) Кауфман подписал с Насреддином мирный договор, составленный по типу соглашений с Бухарой и Хивой. Он предусматривал отказ хана от непосредственных дипломатических соглашений с какой-либо державой, кроме России. Ряд земель на правом берегу Сыр-Дарьи (так называемое «Наманганское бекство») был включён в состав Туркестанского генерал-губернаторства пол именем Наманганского отдела. Начальником этого отдела стал М. Д. Скобелев. Вопрос о восстановлении на престоле Худояра даже не поднимался. Кроме того Насреддин обязался выплатить русским контрибуцию в размере 3,000,000 рублей.

## Мятеж Абдурахмана-Автобачи
25 сентября (7 октября) русские войска переправились через Сыр-Дарью и заняли Наманган. Здесь Кауфман получил сообщение, что в восточной части ханства вновь подняли голову мятежники. По предложению Автобачи ханом был провозглашён киргиз Пулат-бек. Центром сосредоточения его войск стал город Андижан. Однако противостоять русским войскам он не мог. В начале октября русские отряды генерал-майора В. Н. Троцкого разгромили конные отряды киргизов, но не смогли взять штурмом Андижан.
Между тем в Коканде началась новая смута. Подстрекаемые Абдурахманом-Автобачи жители напали на ханский дворец. Насреддин, подобно своему отцу Худояру, бежал под защиту русских. 10 (22) октября 1875 года он прибыл в Ходжент. Кокандцы захватили Наманган и русский гарнизон, укрывшись в цитадели, едва смог отбить штурм. В ответ, в район Намангана были переброшены новые русские войска. 27 октября Скобелев подошёл к Намангану для деблокирования русского отряда, оборонявшегося в цитадели. Мощным артиллерийским огнём русские войска нанесли кокандцам большие потери, после чего взяли занятую кокандцами часть города, сняв осаду с цитадели. Кокандцы потеряли убитыми 3,800 человек. Возглавляемый Скобелевым Наманганский действующий отряд продолжил рейды в различные районы ханства для подавления мятежа.

## Конец независимости Кокандского ханства

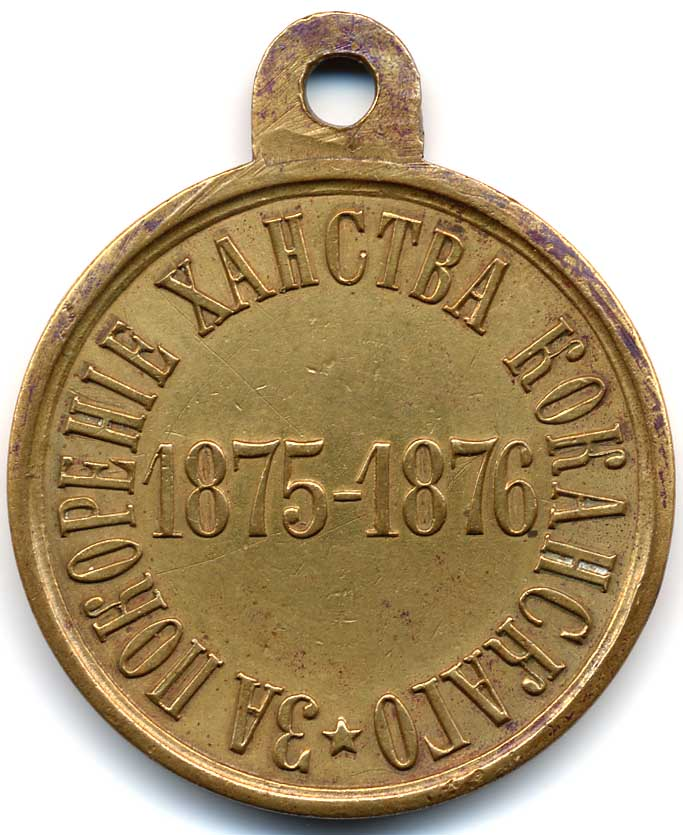
Медаль «За покорение Ханства Кокандского»

В январе 1876 года Кауфман, прибыв в Санкт-Петербург, смог добиться в обход министерства иностранных дел санкции императора Александра II на полную ликвидацию независимости Кокандского ханства. Об успехе он немедленно телеграфировал в Ташкент, приказав Скобелеву немедленно начать подготовку к занятию Коканда. 24 января (5 февраля) совершенно подавленный поражениями Абдуррахман сдался. Теперь можно было приниматься и за ханскую столицу. 2 (14) января Кауфман направил новую телеграмму генералу Г. А. Колпаковскому с приказом начинать наступление на Коканд. Одновременно такую же телеграмму Скобелев, стоявший в Намангане, получил от генерала Троцкого. Злые языки впоследствии утверждали, что на телеграмме Троцкого имелась приписка «Миша, не зевай!» Так или иначе, первым к Коканду поспел именно Скобелев, пройдя за день более 80 км.
Столица Коканд сдалась почти без боя. На этот раз самостоятельность Кокандского ханства была ликвидирована полностью. Его территория была включена в состав Туркестанского генерал-губернаторства в качестве Ферганской области. Военным губернатором края стал М. Д. Скобелев. Абдурахман-Автобачи был выслан в Россию, а вот замешанного во многих жестокостях Пулат-бека казнили в Маргелане, на той самой площади, где он расправлялся с русскими пленными.